# Berlin-Biesdorf
Pour les articles homonymes, voir Biesdorf.
Berlin-Biesdorf [ˈbiːzˌdɔʁf]  est un quartier de Berlin, faisant partie de l'arrondissement de Marzahn-Hellersdorf. L'ancien village a été intégré à Berlin lors de la réforme territoriale du Grand Berlin le 1er octobre 1920. Avant la réforme de l'administration de 2001, il faisait partie du district de Marzahn.
Conjointement avec les quartiers adjacents de Kaulsdorf et de Mahlsdorf, Biesdorf se caractérise par des vastes zones bâties composées de maisons individuelles ou de deux logements.

## Géographie

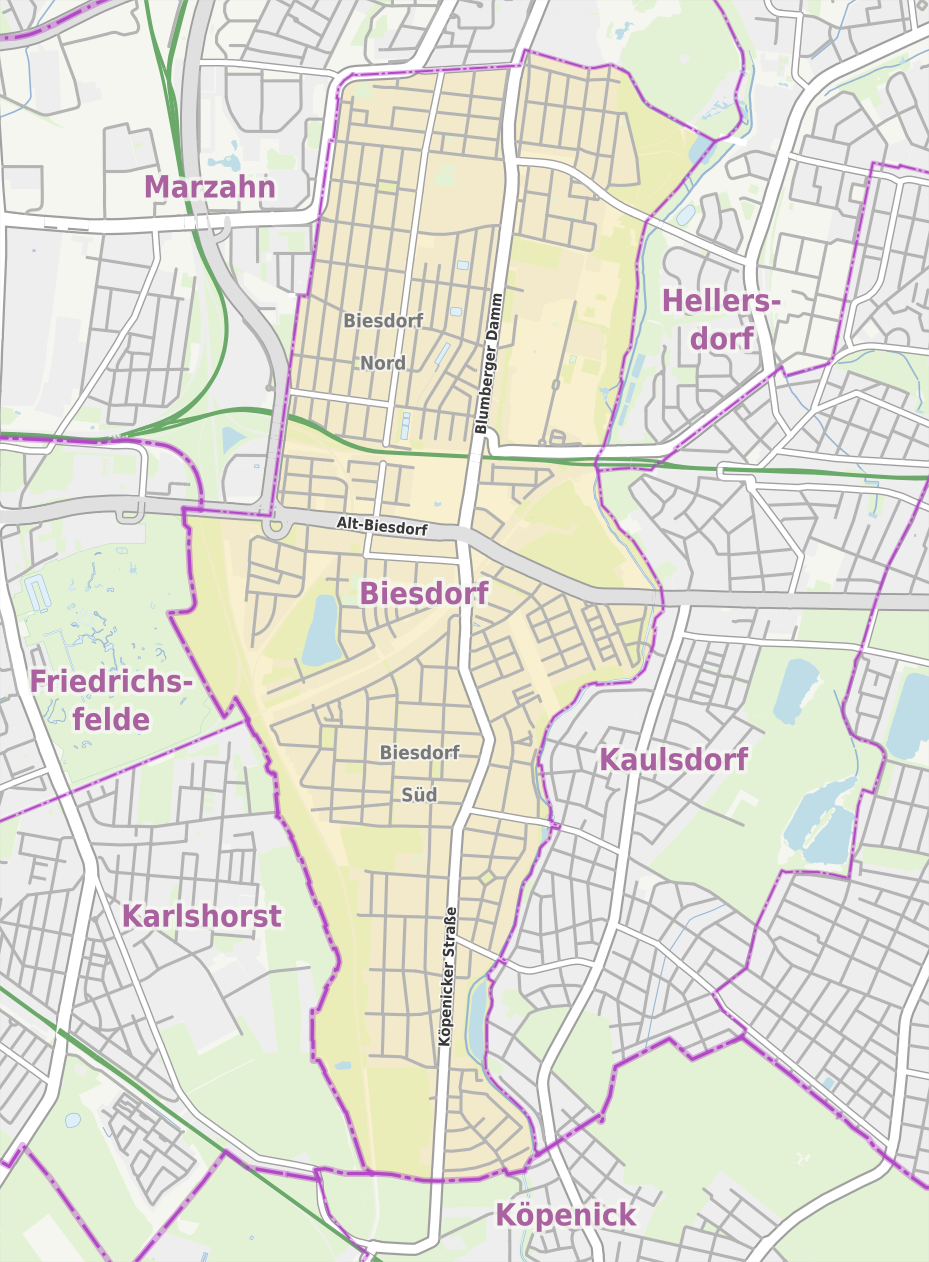
Carte de Biesdorf et des quartiers limitrophes.

Le quartier se trouve au pied du plateau de Barnim qui s'éleve au nord-est de la vallée de la Spree. La vallée de la rivière Wuhle forme la limite orientale avec les quartiers de Kaulsdorf et de Hellersdorf. Au sud, Biesdorf est limitrophe de l'arrondissement de Treptow-Köpenick ; il confine également au quartier de Friedrichsfelde et de Karlshorst faisant partie de l'arrondissement de Lichtenberg vers l'ouest, ainsi qu'au quartier de Marzahn vers le nord.
La ligne de chemin de fer de Prusse-Orientale, avec la gare de Berlin-Biesdorf, et la Bundesstraße 1/5 traversent le quartier.

## Histoire
L'ancien village s'est développé au cours de la colonisation germanique dans la marche de Brandebourg ; le lieu de Bysterstorff ou Bisterstorff a été cité pour la première fois dans un inventaire des biens fonciers remontant à l'an 1375, délivré par l'empereur Charles IV. Après la Réforme protestante, en 1539, la paroisse de Biesdorf est devenue l'église mère des villages environnants de Kaulsdorf, de Mahlsdorf et de Marzahn.
Au XVIIe siècle, le village fut ravagé lors de la guerre de Trente Ans et repeuplé sous le règne du « Grand Électeur » Frédéric-Guillaume de Brandebourg. Après la bataille d'Auerstaedt, en octobre 1806, les champs ont été le théâtre d'une grande parade des forces armées françaises sous le commandement du maréchal Louis Nicolas Davout, en présence de Napoléon Ier.
En 1868, le manoir de Biesdorf a été reconstruit dans le style d'un château néo-classique entourée d'un grand parc. Il a été acquis par l'industriel Werner von Siemens en 1887 ; deux ans plus tard, il transmit le complexe à son fils Georg Wilhelm. En 1927, le château entra en possession de la cité de Berlin.

## Population
Le quartier comptait 26 420 habitants le 1er janvier 2017 selon le registre des déclarations domiciliaires.

## Transports

### Gares de S-Bahn
: 
Biesdorf
Wuhletal

### Stations de métro
:
Biesdorf-Süd
Elsterwerdaer Platz
Wuhletal

## Personnalités liées à Biesdorf
- Eduard von Winterstein (1871–1961), acteur, résida à Biesdorf ;
- Otto Nagel (1894–1967), artiste peintre, résida à Biesdorf ;
- Hardy Krüger (né 1928), acteur, y a fréquenté l'école ;
- Inka Bause (née 1968), chanteuse et présentatrice de télévision, vit à Biesdorf ;
- Robert Huth (né 1984), footballeur, a commencé sa carrière au VfB Fortuna Biesdorf.